# Richard Sergeant
Pour les articles homonymes, voir Sergeant.
Richard Sergeant (Richard Lea alias Longe), né dans le Gloucestershire en Angleterre et mort le 20 avril 1586 à Tyburn, est un prêtre catholique anglais accusé de trahison et exécuté sous le règne d'Élizabeth Ire. 

## Biographie
Sur la vie de Richard Sergeant nous ne possédons que peu d'informations. Nous ignorons s'il est issu d'une famille restée fidèle à l'Église catholique ou bien s'il est un converti. On trouve une trace de son passage à l'université d'Oxford où il obtient en 1571 le baccalauréat. Désirant devenir prêtre il se rend sur le continent et est inscrit au collège anglais de Douai alors déplacé à Reims. Ordonné prêtre catholique dans la cathédrale de Laon en avril 1583 il rentre en Angleterre l'année suivante. Son ministère se fait caché. Il est finalement arrêté et jugé par la fameuse cours de justice du Old Bailey de Londres. Après un procès dont le résultat était connu d'avance il est mis à mort. On lui réserve le supplice réservé aux traîtres à savoir pendaison, éviscération et écartèlement. Il est exécuté au même endroit et à une date rapprochée de celle d'un autre prêtre William Thomson.  

## Vénération
Reconnu comme un martyr catholique, Richard Sergeant fut béatifié en 1987 par le pape Jean-Paul II en même temps que 84 autres martyrs anglais. Aussi comptabilité parmi les martyrs de Douai il est vénéré par l'Église catholique le 29 octobre avec les autres martyrs de Douai et individuellement le 20 avril.